# Julius Hügler

Julius Hügler, um 1900

Julius Hügler ist ein Kammerjuwelier in Wien. Das Ladengeschäft lag früher in der Freisingergasse 4 im 1. Wiener Gemeindebezirk Innere Stadt, seit Mai 2019 in der Habsburgergasse 9.

## Geschichte
Das Gold-, Silber- und Juwelengewerbe wurde ursprünglich 1875 bis 1888 von Ferdinand Czermak und Julius Hügler sen. geführt. Czermak trat schließlich aus dem Unternehmen aus, Inhaber blieb Hügler. Das Unternehmen hieß nun Julius Hügler, vorm. F. Czermak & Hügler. Julius Hügler sen. wurde 1899 zum k.u.k. Hoflieferanten ernannt.
Hüglers Produkte, die auch auf Ausstellungen zu sehen waren, beschreibt der Architekt Adolf Loos anlässlich einer Ausstellung in der Wiener Rotunde als „[n]icht viel, aber sehr gewählt“.
Seine beiden Söhne Julius jun. (* 1878) und Heinrich (* 1885) traten nach der Lehre 1908 als Gesellschafter im väterlichen Unternehmen ein. Zu den Kunden gehörten die höchsten Kreise und Mitglieder des kaiserlichen Hofes. 1913 bewarben sich die Gebrüder Hügler erfolgreich um den k.u.k. Hoflieferantentitel. Zu der Zeit bewegte sich der Jahresumsatz um die 500.000 Kronen.

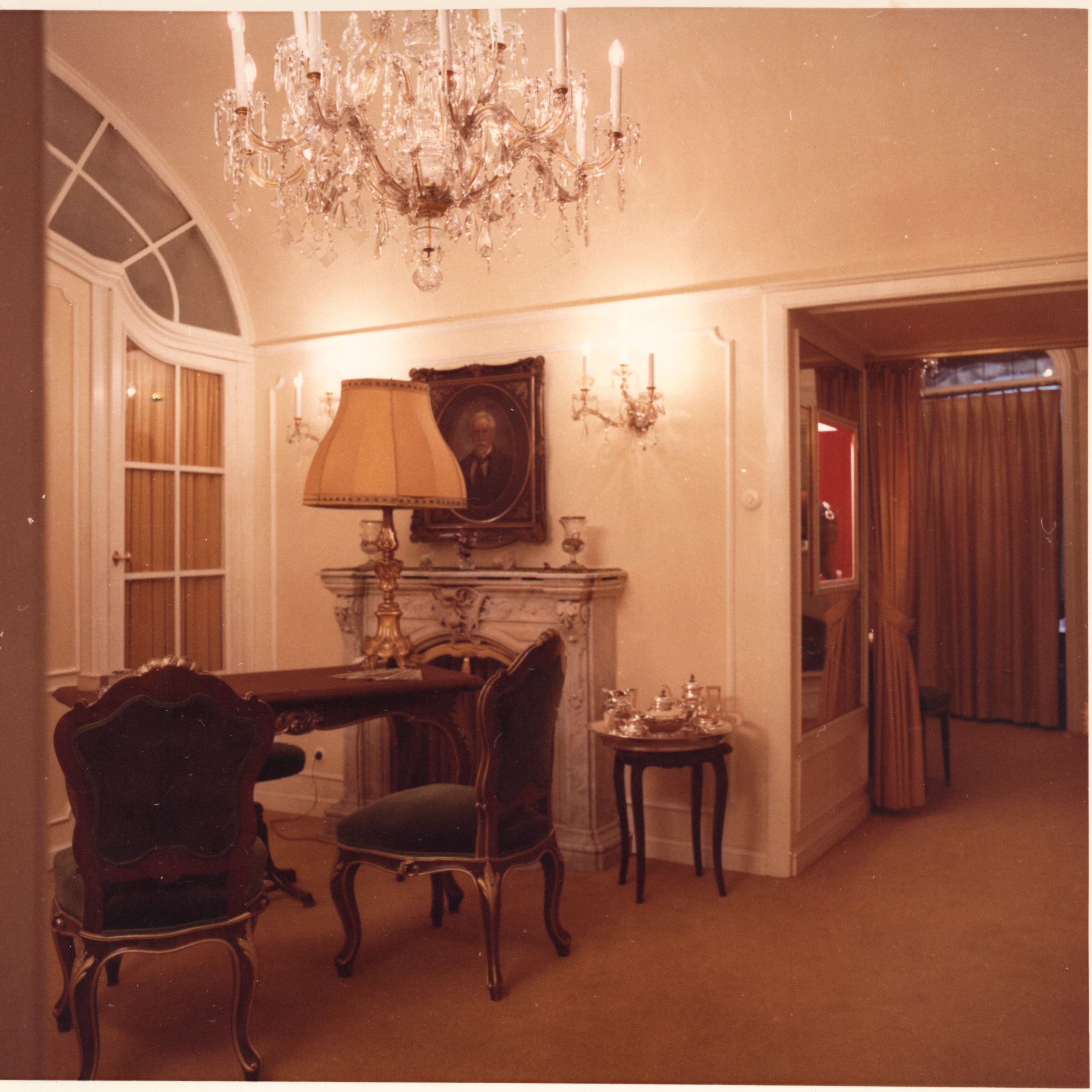
Filiale Freisingergasse 4 im Oppenheimerschen Haus in Wien I.

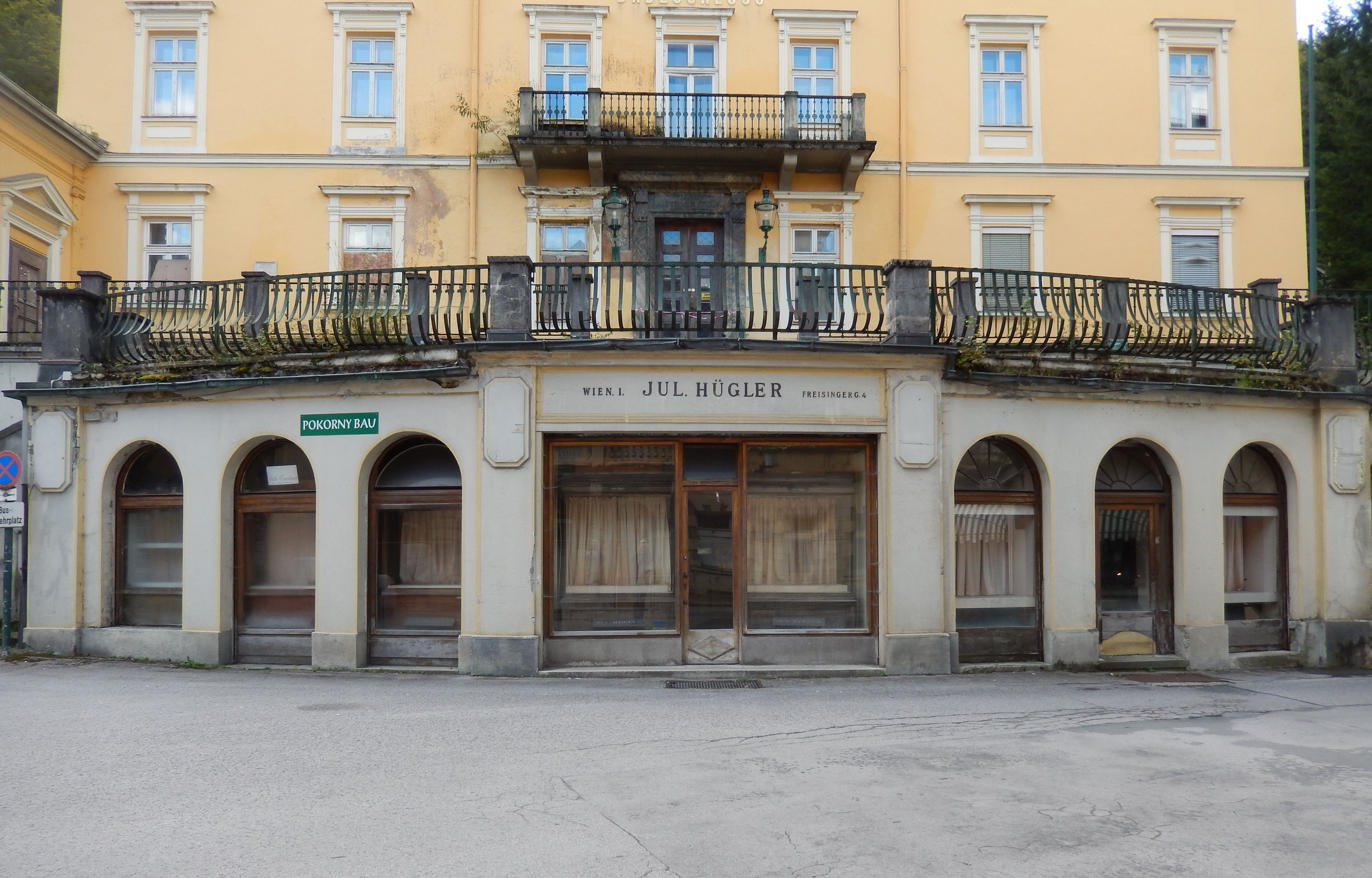
Geschlossene Filiale am Hotel Badeschloss in Bad Gastein, 2012

Hügler betrieb eine Dependance im Gebäude des Hotel Bristol sowie Filialen in Salzburg, Badgastein und in Rio de Janeiro. Vor dem Zweiten Weltkrieg wurden zahlreiche personell besetzte Vitrinen in großen Hotels unterhalten, so in Berlin, Karlsbad und Kairo. Die Filiale in Badgastein befand sich jahrzehntelang in der Treppe des Badeschlosses ist aber mittlerweile ins Straubinger Grand Hotel umgezogen. Sie wurde in den Jahren 1924 bis 1925 vom Architekten Hans Prutscher eingerichtet.
Ab 2002 ruhte die Marke Hügler, die auch Soraya, die zweite Frau des Schahs von Persien in den 1950er Jahren geschmückt hatte, seit 2017 führt der Ururenkel des Firmengründers, der Goldschmiedemeister Franziskus Amazonas Kriegs-Au (* 6. Juli 1985) den Juwelier in fünfter Generation fort.